# Schempp-Hirth Duo Discus
Schempp-Hirth Duo Discus er et højtydende tosædet svævefly især designet til strækflyvning og konkurrence. Det anvendes også til vidergående uddannelse.

## Design og udvikling
Duo'en erstattede Janus som Schempp-Hirths højtydende tosædede træningsfly. Selv om den deler navn med den succesfulde ensædede Discus, er der kun små ligheder mellem de to flytyper. Det fløj først i 1993 og produceres  stadig i fabrikken i Orlican i Tjekkiet. Det har et vingefang på 20 m, fordelt over fire sektioner, som bøjer svagt fremad, således at den bageste pilot sidder nær flyets tyngdepunkt. Dets glidetal blev målt til 44:1. Der findes en variant med udfældelig 'turbo' totaktsmotor, som kan holde flyet flyvende. Mere end 500 Duo'er er fremstillet frem til august 2007.

### Duo Discus X
Videreudviklingen Duo Discus X blev annonceret i 2005. Den har landingsflaps, som virker via luftbremsehåndtaget og giver en stejlere og langsommere landing. Den har også winglets for bedre udnyttelse af termik, samt et højere affjedret hovedhjul. Det gør det lidt vanskeligere at komme ind og ud af flyet på jorden.

### Duo Discus XL
Duo Discus XL er den seneste version. Den deler krop med Schempp-Hirth Arcus og Schempp-Hirth Numbus 4D. Cockpittet er forlænget 10 cm for at forbedre komfort, sikkerhed og ergnomi. Luftbremserne er flyttet 4 cm frem på vingen og går 18 mm længere ud. XL-modellen er godkendt til simpel akrobatik inklusiv spin. Alle funktioner kan udføres fra bagsædet.

## Thomas Crown Affair
En Duo medvirkede i 1999-udgaven af filmen The Thomas Crown Affair. I filmen ses Thomas Crown (Pierce Brosnan) læne sig frem over instrumentbrættet for at hjælpe Catherine Banning (Rene Russo) med at styre flyet. Dette er normalt fysisk umuligt i alle tandem-tosædede svævefly. Under optagelsen fjernede man instrumentpanelet og optog denne scene på jorden. At åbne selerne for at kunne læne sig frem under flyvning ville være farligt; piloter som ikke har været spændt fast er blevet kastet ud gennem kanopy i turbulent vejr. Den cockpit-sektion, som anvendtes på jorden, er også hængslet i venstre side modsat det normale.